# Gazeta Słupecka
Gazeta Słupecka – tygodnik regionalny, ukazujący się w miejscowościach powiatu słupeckiego, redakcja mieści się w Słupcy przy ulicy Traugutta 6, ISSN 1231-4250. Oprócz wersji papierowej czasopismo ma wydanie internetowe w formie elektronicznego newslettera.
Redaktorem naczelnym jest Władysław Filipczak. Założycielem był Jacek Bartkowiak.